# 오늘은 만사 대길하게
오늘은 만사 대길하게(일본어: 本日は大安なり)는 츠지무라 미즈키의 소설 작품이다.

## 텔레비전 드라마
2012년 1월 10일부터 2012년 3월 13일까지 NHK에서 방송되었다.

### 캐스트
- 야마이 타카코 - 유카
- 스기우라 카오루코 - 아사노 유코
- 야마모토 고 - 이시구로 켄
- 미사키 쿄스케 - 스즈키 료헤이
- 아사히나 루미 - 쿠로카와 토모카
- 카가야마 히미카 - 타니무라 미츠키
- 야마다 유키 - 야마구치 쇼고

### 스태프
- 각본 - 니시오기 유미에
- 음악 - 이즈츠 아키오
- 연출 - 시부야 미라이 외